# Gendai budô
Gendai budō (現代武道)

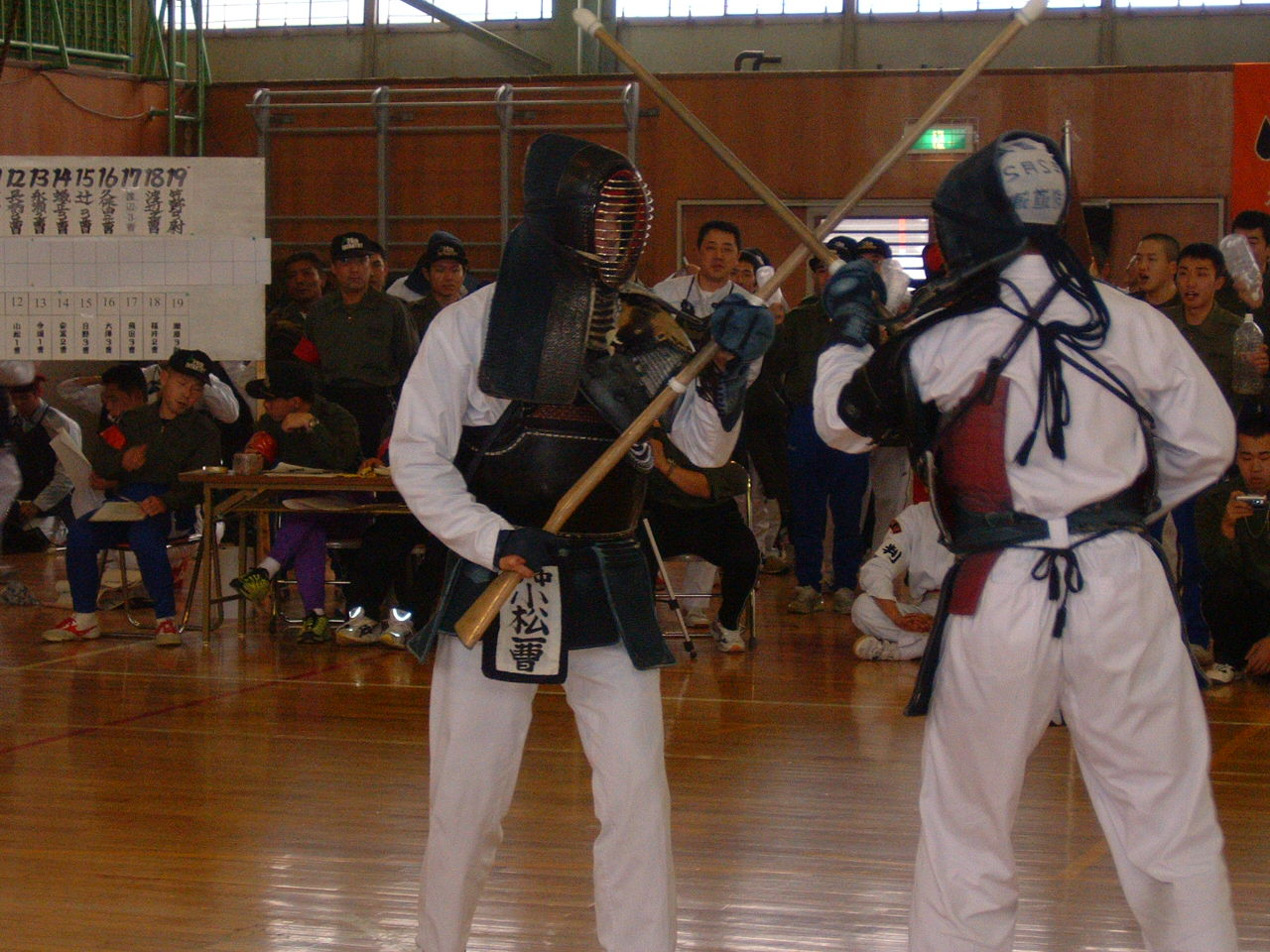

, traduzido do japonês, significa literalmente "artes marciais modernas" 
ou Shinbudō (新武道), literalmente "novo budo" são ambos termos que se referem a Artes marciais japonesas, que foram estabelecidos após a Restauração Meiji (1866–1869). Koryū são o oposto destes termos que se referem às antigas artes marciais estabelecidas antes da Restauração Meiji.
- Aikido
- Judo
- Jukendo
- Iaido
- Karate-do
- Kendo
- Kyudo
- Naguinata-do
- Shorinji kempo

Costuma-se muitas vezes colocar o sumô como uma gendai budô, contudo, ele não o é - como dito, são gendai budô apenas as artes marciais japonesas modernas, e o sumô, no caso, é bastante antigo.
Ao contrário do koryu, o gendai budô foca especialmente o lado espiritual e o desenvolvimento interior que a pratica nos leva.